# Сан-Джироламо-деї-Кроаті
Сан-Джироламо-деї-Кроаті (італ. San Girolamo dei Croati) — національна церква хорватів в Римі. Також відомі старовинні імена Сан-Джироламо-деглі-Іллірічі та Сан-Жироламо-деглі-Схіавоні. Має кардинальський титул.
Церква була побудована у 1585—1587 рр. для біженців із районів, які втікали з-під гніту турків. Саме місце було подаровано хорватам у 1453 році (рік падіння Константинополя) папою Миколою V для будівництва хоспісу. Колись воно стикалося з портом, побудованим на річці Тибр, який називався Порто ді Ріпетта.